# عسل‌خوار رگه‌سفید
عسل‌خوار رگه‌سفید (Trichodere cockerelli) گونه‌ای از پرندگان تیرهٔ عسل‌خواران (Meliphagidae) است. در سردهٔ Trichodere تک‌نماد است. بومی شبه‌جزیره کیپ یورک در کوئینزلند استرالیا است. زیستگاه طبیعی آن جنگل‌های نیمه‌گرمسیری یا گرمسیری است.